# Ryslinge Kommune
| Strukturdaten       | Strukturdaten           |
| ------------------- | ----------------------- |
| Sitz der Verwaltung | Ryslinge                |
| Fläche              | 81,69 km²               |
| Einwohner           | 6.920 (2006)            |
| Kommune seit 2007   | Faaborg-Midtfyn Kommune |
| Website             | www.ryslinge.dk         |

Ryslinge Kommune war bis Dezember 2006 eine dänische Kommune auf der Insel Fünen im damaligen Fyns Amt. Seit Januar 2007 ist sie zusammen mit  den Kommunen Broby, Faaborg, Ringe und Årslev Teil der neugebildeten Faaborg-Midtfyn Kommune.
Ryslinge Kommune entstand im Zuge der Verwaltungsreform des Jahres 1970 und umfasste folgende Sogn:
- Ryslinge Sogn (Landgemeinde Ryslinge)
- Gislev Sogn (Landgemeinde Gislev-Ellested; Ellested Sogn kam zur Ørbæk Kommune)
- Kværndrup Sogn (Landgemeinde Kværndrup)